# Salteador de caminos

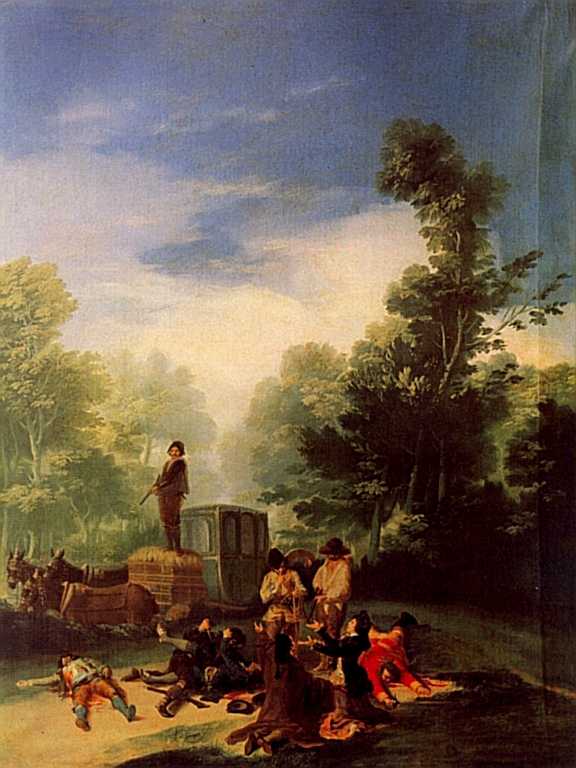
Asalto al coche, de Francisco de Goya.

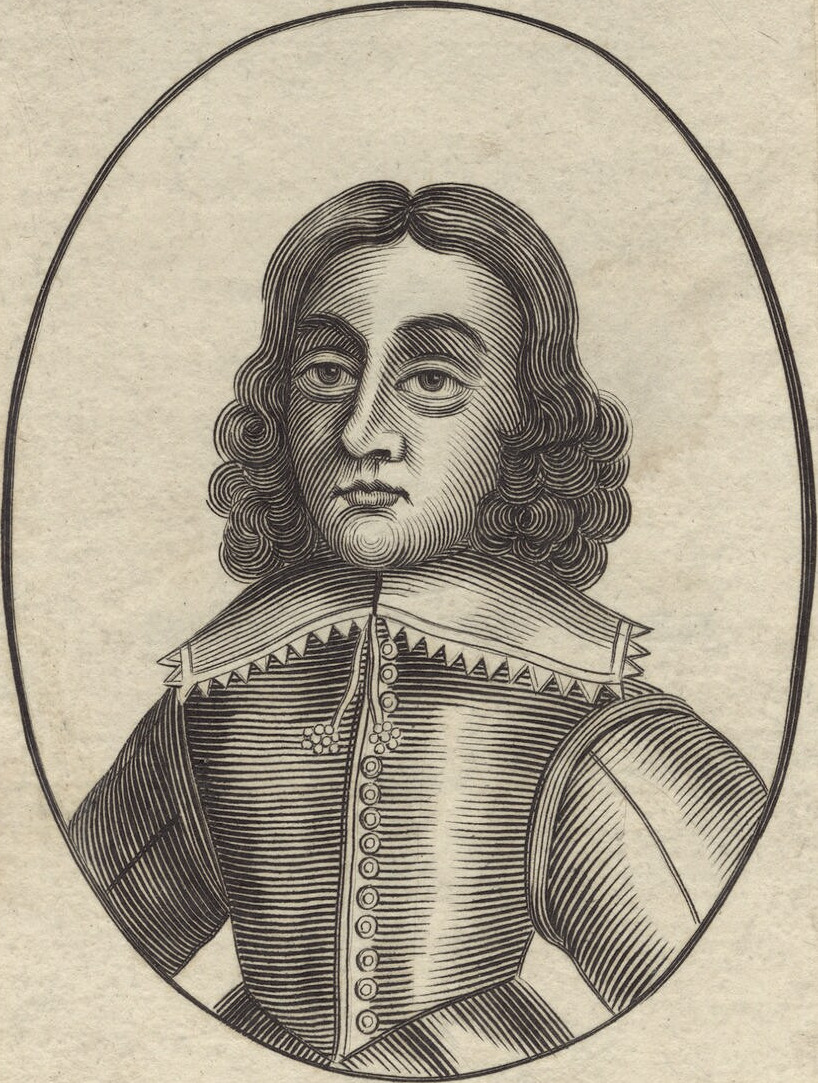
El salteador inglés James Hind, representado en un grabado ahora en la Galería Nacional de Retratos.

Un salteador de caminos o bandido de caminos es un ladrón que roba a viajeros y pasajeros en los caminos. Si bien el fenómeno ocurre aún en algún sentido, la figura era más propia de los tiempos previos a la introducción de los trenes y automóviles, cuando las personas debían desplazarse a pie, a caballo o en carruajes por carreteras o caminos relativamente desolados. En algunos países, como en el Reino Unido, su figura adquirió un tono mítico y hasta cierto punto romántico, y varios de los salteadores más célebres, como Dick Turpin, se convertirían en antihéroes populares y parte del imaginario popular. Fenómenos similares incluyen el bandolerismo, particularmente en España, los outlaws o forajidos del Viejo Oeste en los Estados Unidos, o los bushrangers en Australia.

## Los Footpad y los Highwaymen en el Reino Unido
Dos tipos de salteadores eran comunes en los caminos del Reino Unido desde la era isabelina hasta comienzos del siglo XIX. Los highwaymen (singular highwayman) generalmente viajaban y robaban a caballo en comparación con los footpads, salteadores que viajaban y robaban a pie. Los highwaymen eran considerados socialmente superiores a los salteadores de a pie, y la figura ganó una suerte de popularidad. Tales criminales operaron hasta mediados o finales del siglo XIX. Se decía que también existían salteadoras a caballo (en inglés, highwaywomen), como Katherine Ferrers, que a menudo vestían como hombres, especialmente en la ficción.
El primer uso certificado de la palabra highwaymen (literalmente, "hombres de las vías") es de 1617. Eufemismos como "caballeros del camino" eran utilizados a veces por personas interesadas en romantizar (con un tono "Robin Hoodesco") lo que a menudo era una forma particularmente violenta de robo. En el oeste estadounidense del siglo XIX, a salteadores de caminos similares se les conocía a veces como road agents (agentes del camino). En Australia, se les conocía como bushrangers.
En el Reino Unido, la gran era de los highwaymen fue el período que va desde la Restauración en 1660 hasta la muerte de la Reina Ana en 1714. Es sabido que algunos de ellos habían sido soldados e incluso oficiales durante la guerra civil inglesa y las guerras contra Francia. La circunstancia que más favoreció su proliferación fue la falta de gobernanza y la ausencia de una fuerza policial: los condestables parroquiales (la fuerza policial de la época) eran casi totalmente ineficaces y la detección y el arresto comunes eran muy difíciles. La mayoría de los salteadores retenían a los viajeros y se llevaban su dinero. Algunos tenían medios por los que podían hacerse con letras de cambio. Otros tenían operaciones criminales (racket) sobre el transporte por carretera de un distrito extenso, de forma que los transportistas regularmente les pagaban para que no los molestaran.
Con frecuencia atacaban a los coches aprovechando su falta de protección, incluyendo diligencias públicas. Los carteros también eran retenidos con frecuencia. La orden de "¡Stand and deliver!" (literalmente "Párate y entrega", a veces en formas como "¡Párate y entrega el bolso!" o "¡Párate y entrega el dinero!") estuvo en uso desde el siglo XVII hasta el siglo XIX.
La frase "¡El dinero o la vida!" es mencionada en reportes de juicios de mediados del siglo XVIII.
Entre las víctimas de los highwaymen estuvo el primer ministro Lord North, quien escribió en 1774: "Anoche me robaron como me lo esperaba, nuestra pérdida no fue grande, pero como el postillón no se detuvo de inmediato, uno de los dos salteadores le disparó. Ocurrió al final de Gunnersbury Lane". Horace Walpole, a quien dispararon en Hyde Park, escribió: "Se ve uno obligado a viajar, incluso a mediodía, como si estuviera yendo a la batalla". Durante este período, el crimen abundaba y los encuentros con salteadores podían ser sangrientos si la víctima intentaba resistirse. El historiador Roy Porter describió el uso de la acción física directa como un sello distintivo de la vida pública y política: "Desde las riñas de las multitudes hasta la descarga de mosquetes de los dragones, la violencia era tan inglesa como el pudín de ciruela. Se usaba la fuerza no solo de manera criminal, sino como una cuestión de rutina para lograr objetivos sociales y políticos, borrando cualquier distinción estricta entre los mundos de la criminalidad y de la política... Los highwaymen eran vistos románticamente, con oculta ironía, como 'caballeros del camino'."

### Lugares peligrosos
Los highwaymen a menudo acechaban en las carreteras principales que partían de Londres. Usualmente escogían áreas solitarias de brezales o bosques. Hounslow Heath era uno de sus lugares predilectos, pues le atravesaban las carreteras hacia Bath y Exeter. Bagshot Heath, en Surrey, era otro lugar peligroso en el camino a Exeter. Uno de los lugares más famosos de Inglaterra era Shooter's Hill, en Great Dover Road. Finchley Common, en Great North Road (Gran Bretaña), era igualmente casi tan peligroso.
Al sur de Londres, los highwaymen intentaban atracar a viajeros adinerados en las carreteras que conducían hacia y desde los puertos del canal y zonas aristocráticas como Epsom, que se había convertido en un balneario de moda en 1620, y Banstead Downs, donde las carreras de caballos y los eventos deportivos se hicieron populares entre élite desde 1625. Posteriormente, en el siglo XVIII, la vía de Londres a Reigate y Brighton a través de Sutton atrajo a los highwaymen. Los terrenos comunes y los páramos considerados peligrosos incluían Blackheath, Putney Heath, Streatham Common, Mitcham Common, Thornton Heath, también el sitio de una horca conocida como "Hangman's Acre" o "Gallows Green", Sutton Common, Banstead Downs y Reigate Heath.
A finales del siglo XVII y comienzos del XVIII, los highwaymen de Hyde Park eran tan comunes que el rey Guillermo III tuvo que ordenar que la ruta entre el Palacio de St. James y el Palacio de Kensington (Rotten Row) fuera iluminada por las noches con lámparas de aceite como precaución contra ellos. Esto la convirtió en la primera carretera iluminada artificialmente en Gran Bretaña.

### Ejecuciones

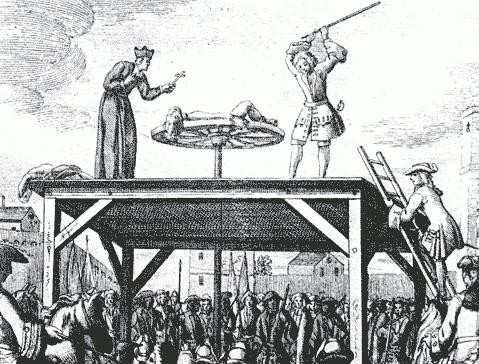
La ejecución del highwayman francés Cartouche, 1721

La pena por el robo violente era el ahorcamiento, y la mayoría de los highwaymen más notorios terminaron en la horca. El principal lugar de ejecución para Londres y Middlesex era Tyburn Tree. Entre los highwaymen cuyas vidas terminaron allí se encuentran Claude Du Vall, James MacLaine y Sixteen-string Jack. Se dice que aquellos highwaymen que iban a la horca riendo y bromeando, o al menos sin mostrar miedo, eran admirados por muchas de las personas que iban a observar.

### Declive
Durante el siglo XVIII, los caminos rurales franceses eran en general más seguros de salteadores que los de Inglaterra, una ventaja que el historiador Alexis de Tocqueville atribuía a la existencia en Francia de una policía montada uniformada y disciplinada conocida como Maréchaussée (gendarmería). En Inglaterra, esta fuerza era a menudo confundida con el ejército regular y, como tal, era vista como un instrumento de la tiranía real que no debía imitarse.
En Inglaterra, las causas del declive son más debatibles. Después de aproximadamente el año 1815, hay solo muy escasos registros de asaltantes a caballo, y el último robo registrado por un salteador a caballo ocurrió en 1831. La disminución en la actividad de los highwaymen ocurrió también durante el período en el que las pistolas de repetición, en particular el pimentero y el revólver de percusión, se hicieron cada vez más fáciles de conseguir y de precios más asequibles para el ciudadano promedio. El desarrollo de los ferrocarriles también se menciona a veces como un factor, pero los highwaymen ya eran obsoletos antes de que se construyera la red ferroviaria. La expansión del sistema de autopistas de peaje, con peajes llenos de personas y con puertas, hacían que fuera casi imposible que un highwaymen pudiera pasar inadvertido mientras escapaba, pero fácilmente podían evitar este tipo de sistemas y otros caminos, casi todos los cuales estaban rodeados de campo abierto fuera de los centros urbanos.
Ciudades como Londres empezaron a estar mucho mejor vigiladas: en 1805 un cuerpo de policía montada empezó a patrullar los distritos de la ciudad en las noches. Londres crecía rápidamente y algunos de los espacios abiertos más peligrosos cerca de la ciudad, como Finchley Common, estaban ahora cubiertos de edificios. Sin embargo, esto solo movió el área de operaciones de los ladrones más lejos, al nuevo exterior de una ciudad expandida, y por lo tanto no explica completamente el declive. También se afirma que un mayor uso de billetes, más fáciles de rastrear que las monedas de oro, hizo la vida más difícil para los ladrones. La Ley de Cercados de 1773 fue seguida por una gran disminución en los robos en las carreteras: los muros de piedra que aparecieron sobre los campos abiertos como una red confinaban a los highwaymen que huían a usar los caminos mismos, que ahora tenían muros a lado y lado y estaban mejor patrullados. El dramático aumento de población que empezó con la Revolución Industrial también significaba, de manera simple, que había más ojos alrededor, y el concepto de lugar remoto se convirtió en cosa del pasado en Inglaterra.

### Los salteadores como héroes
Hay una larga historia en el Reino Unido de tratar a los ladrones de caminos como héroes. Originalmente, muchos los admiraban como hombres arriesgados que confrontaban a sus víctimas cara a cara y estaban dispuestos a luchar por lo que querían. El forajido medieval Robin Hood es considerado un héroe popular inglés. Otros ladrones héroes posteriores fueron el highwayman cavalier James Hind, el highwayman Claude Du Vall, de origen francés, John Nevison, Dick Turpin, Sixteen String Jack, y William Plunkett y su socio el "highwayman caballero" James MacLaine. Fuera del Reino Unido, el eslovaco Juraj Jánošík e indios como Kayamkulam Kochunni, Veerappan y Phoolan Devi pueden verse de manera similar. De la misma manera, el pirata puertorriqueño Roberto Cofresí llegó a ser venerado como un héroe.

#### Irlanda bajo el gobierno británico
En la Irlanda entre los siglos XVII y principios del XIX, los actos de robo eran a menudo parte de una tradición de resistencia irlandesa a la autoridad británica y al dominio protestante en Irlanda. Desde mediados del siglo XVII y en adelante, los highwaymen que hostigaban a las autoridades británicas fueron conocidos como tories (del irlandés tóraiḋe, 'jinete'; tóraí en ortografía irlandesa moderna). Posteriormente, durante ese siglo, se les conoció como rapparees. Entre ellos se hicieron conocidos James Freney, Redmond O'Hanlon, Willy Brennan y Jeremiah Grant.

## Fenómenos similares fuera de los países anglófonos

### Grecia
Los bandidos en Grecia bajo el dominio otomano eran los llamados kleftes (κλέφτες), griegos que se refugiaban en las inasequibles montañas. Los kleftes, que actuaban como una fuerza de guerrilla, fueron fundamentales en la Guerra de Independencia griega .

### Hungría y Eslovaquia

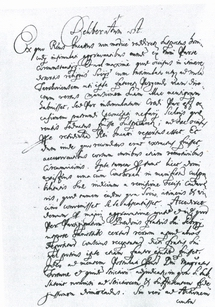
El protocolo del juicio a Juraj Jánošík. Jánošík es llamado aquí "agili Georgius Janošík Tyarchoviensis latronum et praedorum antesignatus" ("el cauteloso -o ágil- Juro Jánošík de Terchová, jefe de los ladrones y forajidos").

Los salteadores del Reino de Hungría de los siglos XVIII y XIX eran los denominados betyárs. Hasta la década de 1830 eran considerados simplemente como criminales, pero debido al creciente apetito del público por canciones, baladas e historias sobre los betyar gradualmente se les dio una imagen romántica a estos ladrones armados y que, por lo general, iban montados. Varios de los betyárs se han convertido en figuras legendarias que en la opinión pública luchaban por la justicia social. Algunos betyárs húngaros fueron Sándor Rózsa (en eslovaco: Šaňo Róža), Jóska Sobri, Márton Vidróczki y Jóska Savanyú. Juraj Jánošík, de Eslovaquia (en húngaro: Jánosik György), es considerado aún hoy el Robin Hood de ese país.

### India
El subcontinente indio ha tenido una historia larga y bien documentada de robos organizados a lo largo de milenios. Uno de estos numerosos grupos fueron los Thuggees ("estranguladores"), un grupo cuasirreligioso que robaba a viajeros por las carreteras de la India, hasta que el culto fue erradicado sistemáticamente a mediados del siglo XIX a manos de los administradores coloniales británicos. Los thugees se hacían amigos de grandes caravanas por las carreteras y se ganaban su confianza, antes de estrangularlos hasta la muerte y de robar sus objetos de valor. Según algunas estimaciones, los Thuggees llegaron a asesinar a un millón de personas entre 1740 y 1840.
De manera más general, bandas armadas conocidas coloquialmente como "dacoits" han causado estragos en muchas partes del país por largo tiempo. En épocas recientes, esto ha servido a menudo como una manera de financiar varias insurgencias regionales y políticas, entre las que se encuentra el movimiento maoísta naxalita. 
Kayamkulam Kochunni fue un famoso highwayman, activo en el área central de Travancore a comienzos del siglo XIX. Junto con su amigo cercano Ithikkarappkki, proveniente de la aldea cercana de Ithikkara, se dice que robaba a los ricos para dar a los pobres. Con ayuda de un guerrero ezhava llamado Arattupuzha Velayudha Panicker, Kochunni fue puesto bajo arresto y enviado a la cárcel central de Poojappura. Las leyendas de sus acciones se encuentran recopiladas en el folclore y se leen y escuchan aún hoy.

### Los Balcanes y Europa del Este
Los bandidos en Serbia, Bosnia y Croacia bajo el dominio otomano fueron los haiduques (Hajduci, Хајдуци), rebeldes que se oponían al dominio otomano y actuaban como una guerrilla, también importantes en las muchas guerras contra los otomanos y especialmente durante la revolución serbia. Refugiados serbios y croatas en las tierras austrohúngaras (y de Habsburgo) también formaban parte del pueblo los uscocos. Entre estos luchadores revolucionarios notables se encuentran Starina Novak y un forajido notable fue Jovo Stanisavljević Čaruga. En Valaquia, Moldavia, Transilvania y Ucrania medievales, los haiduques (en rumano, haiduci) o gaiduks (en ucraniano, Гайдуки) eran bandidos y desertores que vivían en los bosques y robaban a los boyardos locales u otros viajeros a lo largo de las carreteras. A veces ayudaban a los campesinos pobres.

## Literatura y cultura popular

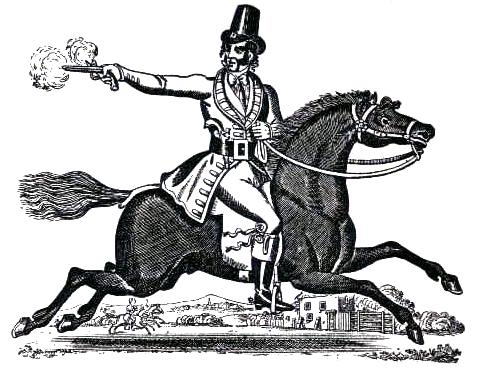
Dick Turpin montando a Black Bess; imagen de un teatro de juguetes victoriano.

En Enrique IV, parte 1, de Shakespeare, Falstaff es un highwayman, y parte de la acción de la obra tiene que ver con un robo que cometen él y sus camaradas. Otro highwayman en el teatro inglés es el capitán Macheath, el héroe de la ópera de baladas de John Gay del siglo XVIII The Beggar's Opera. La leyenda del highwayman Dick Turpin fue impulsada significativamente por la obra Rookwood (1834), en la que una versión muy ficticia de Turpin es uno de los personajes principales. El poema narrativo de Alfred Noyes The Highwayman ha sido increíblemente popular desde su publicación en 1906.
Desde principios del siglo XVIII, las colecciones de cuentos de highwaymen y otros criminales notorios se volvieron muy populares. La primera de ellas es la Complete History of the Lives and Robberies of the Most Notorious Highwaymen ("Historia completa de las vidas y robos de los highwaymen más notorios"), del capitán Alexander Smith (1714). Algunas colecciones posteriores de este tipo incluían las palabras The Newgate Calendar en sus títulos y en consecuencia se han convertido en un nombre general que se le da a este tipo de publicaciones.
A finales del siglo XIX, highwaymen como Dick Turpin se convirtieron en los héroes de varios penny dreadfuls, historias para niños publicadas de manera serial a un precio muy bajo, de allí su nombre. En el siglo XX, el apuesto highwayman se convirtió en un personaje tipo habitual en las novelas amorosas históricas, incluendo los libros escritos por la baronesa Orczy y Georgette Heyer .
La novela de Sir Walter Scott El corazón de Midlothian (1818) relata cómo la heroína es asaltada por highwaymen mientras viaja de Escocia a Londres.
Ronja, la hija del bandolero (Ronja Rövardotter; 1981) es un libro para niños de Astrid Lindgren, que narra las aventuras de Ronja, la hija del líder de un grupo de salteadores.

### Historietas
La serie de cómics belgas Robin Dubois, de Turk y De Groot, es una historieta no serial sobre los intentos de Robin Hood de robar a viajeros en el bosque.
La serie de cómics holandeses Tristán el salteador, de Hanco Kolk y Peter de Wit, era originalmente una historieta no serial sobre un salteador fallido llamado Gilles, pero el personaje se convirtió después en un luchador de la resistencia del bando de los Geuzen contra el ejército español.

### Música
Se escribieron muchas baladas de gran formato sobre bandoleros. Eran escritas a menudo para ser vendidas con ocasión de la ejecución de algún ladrón famoso. Varias baladas de highwaymen se han mantenido vigentes en la tradición oral en Inglaterra e Irlanda.
La canción tradicional irlandesa Whiskey in the Jar cuenta la historia de un highwaymen irlandés que atraca a un capitán del ejército, e incluye las líneas: "Primero saqué la pistola, luego saqué el estoque. Dijo 'Párate y entrega (Stand and deliver), pues eres un engañador osado". La exitosa versión del single grabada en 1973 por la banda de rock irlandesa Thin Lizzy cambia este último verso por: "Dije 'Párate y entrega (stand and deliver, la famosa frase usada por los highwaymen al robar), o que el diablo te lleve'". 
La canción tradicional irlandesa The Newry Highwayman relata las acciones y muerte de un highwayman que robó "a señores y damas". La canción tradicional irlandesa Brennan on the Moor describe una escapada del "ladrón osado e intrépido". La banda Adam and the Ants logró consolidar una de sus canciones como número uno durante cinco semanas en 1981 en el Reino Unido, Stand and Deliver (Párate y entrega). El video mostraba a Adam Ant como un highwayman inglés.
La canción de folk contemporánea On the Road to Fairfax County, de David Massengill, grabada por The Roches y por Joan Báez, narra el encuentro romántico entre un highwayman y su víctima. Al final, el highwayman termina en la horca a pesar de las objeciones de su víctima.
El músico Jimmy Webb escribió y grabó una canción titulada Highwayman en 1977 sobre un alma que encarna en cuatro lugares y épocas diferentes, un highwayman, un marinero, un trabajador de la construcción en la presa Hoover y finalmente un capitán de una nave estelar. Glen Campbell hizo una versión de la canción en 1978, pero Willie Nelson, Kris Kristofferson, Waylon Jennings y Johnny Cash hicieron el cóver más popular de la canción en 1984, haciéndose llamar como grupo The Highwaymen.
La cantante canadiense Loreena McKennitt adaptó el poema narrativo The Highwayman, escrito por Alfred Noyes, como una canción homónima en su álbum The Book of Secrets, de 1997.

### Cine y televisión
Las películas de la saga Carry On incluyeron una parodia de los highwaymen en Carry On Dick (1974). El grupo de comedia Monty Python hizo lo propio con las leyendas de los highwaymen en un sketch de Dennis Moore en el episodio 37 de Monty Python's Flying Circus, en el cual John Cleese interpreta al criminal titular, que solo roba altramuces. En la serie inglesa de comedia Blackadder the Third, el señor E. Blackadder se convierte en highwayman en el episodio "Amy and Amiability". En la serie de televisión infantil británica Dick Turpin, protagonizada por Richard O'Sullivan, el highwayman era presentado como una suerte de Robin Hood del siglo XVIII. Además, el actor Mathew Baynton interpretó a Dick Turpin en la serie Horrible Histories. Un highwayman cantor aparece en el cuarto episodio de la miniserie animada Más allá del jardín, llamado "Songs of the Dark Lantern" («Canciones de la Linterna Oscura» en América Latina y «Canciones de la Oscura Lámpara» en España).
El highwayman conocido como Juraj Jánošík (1688-1713) se convirtió en un héroe de muchas leyendas populares en las culturas eslovaca, checa y polaca en el siglo XIX, y desde entonces se han publicado cientos de obras literarias sobre él. El primer largometraje eslovaco fue Jánošík, de 1921, seguido de siete películas eslovacas y polacas sobre él.
Curro Jiménez, una serie de televisión española que se emitió de 1976 a 1979, trataba sobre las aventuras de un grupo de salteadores o bandoleros del siglo XIX en las montañas de Ronda, en el sur de España.
Sanzoku no musume Rōnya (山賊の娘ローニャ lit. Ronja, la hija del bandolero?) es una serie de anime de 2014-2015 dirigida por Gorō Miyazaki y una adaptación de la novela Ronja, la hija del bandolero, de Astrid Lindgren, que narra las aventuras de Ronja, la hija del líder de un grupo de salteadores.

### Videojuegos
En Fable II, los highwaymen aparecen como un tipo de enemigo de élite que trabaja junto a bandidos y hacen uso de la velocidad y la agilidad por sobre la fuerza bruta. Los jugadores también pueden vestirse como highwaymen. Hay un tipo de enemigo en The Elder Scrolls V: Skyrim llamado "bandido highwayman", que actúa como uno de los bandidos enemigos de mayor nivel. En World of Warcraft se puede encontrar a los highwaymen Defias, los miembros más fuertes de la Hermandad Defias. En Darkest Dungeon, el Highwayman es una clase de héroe que empuña una daga y un fusil de chispa para luchar. En Runescape, los highwaymen atacan a jugadores de menor nivel en una ruta entre dos ciudades. En Bushido Blade 2 hay un personaje jugable llamado Highwayman que va vestido con ropa victoriana y representa el arquetipo del héroe. En Bloodborne, muchas prendas de vestir obtenidas por "The Hunter" están inspiradas en el atuendo de los Highwaymen.

### Películas
- The Mark of Zorro (1920)
- Dick Turpin (1925)
- Dick Turpin (1933)
- The Adventures of Robin Hood (1938)
- The Night Riders (1939)
- Frontier Marshal (1939)
- My Little Chickadee (1940)
- Virginia City (1940)
- El signo del Zorro (1940)
- The Wicked Lady (1945)
- Los amores de Carmen (1948)
- The Lady and the Bandit (1951)
- Bend of the River (1952)
- Son of Paleface (1952)
- The King's Thief (1955)
- The Amorous Adventures of Moll Flanders (1965)
- Butch Cassidy and the Sundance Kid (1969)
- Robin Hood (1973)
- Carry On Dick (1974)
- The Mark of Zorro (1974)
- Barry Lyndon (1975)
- Joseph Andrews (1977)
- The Wicked Lady (1983)
- La secta de los falsarios (1988)
- The Lady and the Highwayman (1989)
- Plunkett y Macleane (1999)